# Last Mountain-Touchwood (circonscription saskatchewanaise)
Pour les articles homonymes, voir Last Mountain et Touchwood.
Circonscription électorale provinciale du Canada
Last Mountain-Touchwood est une circonscription électorale provinciale de la Saskatchewan au Canada. Elle est représentée à l'Assemblée législative de la Saskatchewan depuis 1975.

## Géographie
En 2024, la circonscription comprend :
- Les communautés de Abernethy, Balcarres, Lebret (en), Blackwood, Katepwa (en), Fort San, Patrick, Pasqua Lake (en), Dysart, Lipton (en), Cupar, Markinch (en), Southey, Earl Grey, Gibbs (en), Kannata Valley (en), Silton, Sunset Cove (en), Pelican Pointe (en), Sunset Cove (en), Saskatchewan Beach (en), Alta Vista (en), Glen Harbour (en), MacPhaet Park (en), Spring Bay (en), Colesday Park (en), Island View (en), Uhl's Bay (en), Collingwood Lakeshore Estate (en), Bulyea, Strasbourg, Duval, Arlington Beach (en), Govan, Cymric (en), Semans (en),  Booth, Last Mountain, Elbourne, Gregherd, Butterton, Raymore, Quinton (en), Punnichy (en), Touchwood, South Touchwood, Serath (en), Arbury, Zala, Magyar, McDonald Hills, Fox Hills, Enid, Lestock (en), Kelliher (en), Leross (en), Jasmin (en), Ituna, Hubbard (en), Goodeve (en), Fenwood, Birmingham (en), Westview (en) et Duff.
- Les municipalités rurales de Abernethy No 186 (en), North Qu'Appelle No 187 (en) (partie), Stanley No 215 (en), Tullymet No 216 (en), Lipton No 217 (en), Cupar No 218 (en), Longlaketon No 219 (en), Mckillop No 220 (en), Bon Accord No 246 (en), Kellross No 247 (en), Touchwood No 248 (en), Mountain Valley No 250 (en), Mount Hope No 279 (en) et Big Quill No 308 (en) (partie).
- Les communautés Premières Nations de Peepeekisis (en), Star Blanket (en), Little Black Bear (en), Standing Buffalo 78 (en), Piapot 75 (en), Gordon 86 (en), Muskowekwan (en), Kawacatoose (en) et Day Star (en).

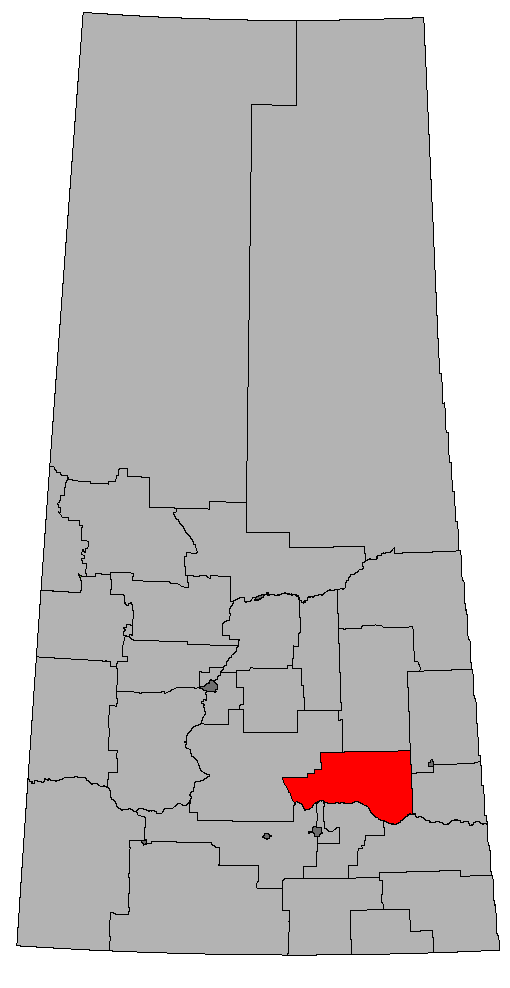
Frontière de la circonscription en 2016.
Frontière de la circonscription en 2022.

## Liste des députés
| Parlement                                                                   | Années                                                                      | Député                                                                      | Député                                                                      | Parti                                                                       |
| Last Mountain-Touchwood Circonscription issue de Last Mountain et Touchwood | Last Mountain-Touchwood Circonscription issue de Last Mountain et Touchwood | Last Mountain-Touchwood Circonscription issue de Last Mountain et Touchwood | Last Mountain-Touchwood Circonscription issue de Last Mountain et Touchwood | Last Mountain-Touchwood Circonscription issue de Last Mountain et Touchwood |
| --------------------------------------------------------------------------- | --------------------------------------------------------------------------- | --------------------------------------------------------------------------- | --------------------------------------------------------------------------- | --------------------------------------------------------------------------- |
| 18e                                                                         | 1975–1978                                                                   |                                                                             | Gordon MacMurchy (en)                                                       | Néo-démocrate                                                               |
| 19e                                                                         | 1978–1982                                                                   |                                                                             | Gordon MacMurchy (en)                                                       | Néo-démocrate                                                               |
| 20e                                                                         | 1982–1986                                                                   |                                                                             | Arnold Tusa                                                                 | Progressiste-conservateur                                                   |
| 21e                                                                         | 1986–1991                                                                   |                                                                             | Arnold Tusa                                                                 | Progressiste-conservateur                                                   |
| 22e                                                                         | 1991–1995                                                                   |                                                                             | Dale Flavel                                                                 | Néo-démocrate                                                               |
| 23e                                                                         | 1995–1999                                                                   |                                                                             | Dale Flavel                                                                 | Néo-démocrate                                                               |
| 24e                                                                         | 1999–2003                                                                   |                                                                             | Glen Hart                                                                   | Saskatchewanais                                                             |
| 25e                                                                         | 2003–2007                                                                   |                                                                             | Glen Hart                                                                   | Saskatchewanais                                                             |
| 26e                                                                         | 2007–2011                                                                   |                                                                             | Glen Hart                                                                   | Saskatchewanais                                                             |
| 27e                                                                         | 2011–2016                                                                   |                                                                             | Glen Hart                                                                   | Saskatchewanais                                                             |
| 28e                                                                         | 2016–2020                                                                   |                                                                             | Glen Hart                                                                   | Saskatchewanais                                                             |
| 29e                                                                         | 2020–2024                                                                   |                                                                             | Travis Keisig                                                               | Saskatchewanais                                                             |
| 30e                                                                         | 2024–en cours                                                               |                                                                             | Travis Keisig                                                               | Saskatchewanais                                                             |

## Histoire
Voir aussi : Last Mountain et Touchwood

### Députés à l'Assemblée Législative – Touchwood
|  | #  | Députés                  | Années    | Parti         |
|  | -- | ------------------------ | --------- | ------------- |
|  | 1. | George Maitland Atkinson | 1908–1917 | Libéral       |
|  | 2. | John Mason Parker (en)   | 1917–1938 | Libéral       |
|  | 3. | Tom Johnston (en)        | 1938–1956 | PSDC          |
|  | 4. | Frank Meakes             | 1956–1964 | PSDC          |
|  | 5. | George Joseph Trapp      | 1964–1967 | Libéral       |
|  | 6. | Frank Meakes             | 1967–1975 | Néo-Démocrate |

### Députés à l'Assemblée Législative – Last Mountain
|  | #  | Députés                  | Année     | Parti                      |
|  | -- | ------------------------ | --------- | -------------------------- |
|  | 1. | Thomas Arnold Anderson   | 1908–1912 | Provinciale subjectif (en) |
|  | 2. | Samuel John Latta        | 1912–1929 | Libéral                    |
|  | 3. | Jacob Benson             | 1929–1934 | Progressiste (en)          |
|  | 4. | Guy Hartsel Hummel       | 1934–1938 | Libéral                    |
|  | 5. | Jacob Benson             | 1938–1952 | PSDC                       |
|  | 6. | Russell Brown            | 1952–1964 | PSDC                       |
|  | 7. | Donald Gilbert MacLennan | 1964–1971 | Libéral                    |
|  | 8. | Gordon MacMurchy (en)    | 1971–1975 | Néo-Démocrate              |